# Cupcini
Cupcini è una città della Moldavia situata nel distretto di Edineț di 9.086 abitanti al censimento del 2004 dei quali 7.441 risiedono a Cupcini e costituiscono la popolazione urbana, i rimanenti risiedono nelle altre località rurali amministrate dal comune.
Dista circa 194 km dalla capitale Chișinău
Tra il 1960 e il 1990 era chiamata Kalininsk

## Località

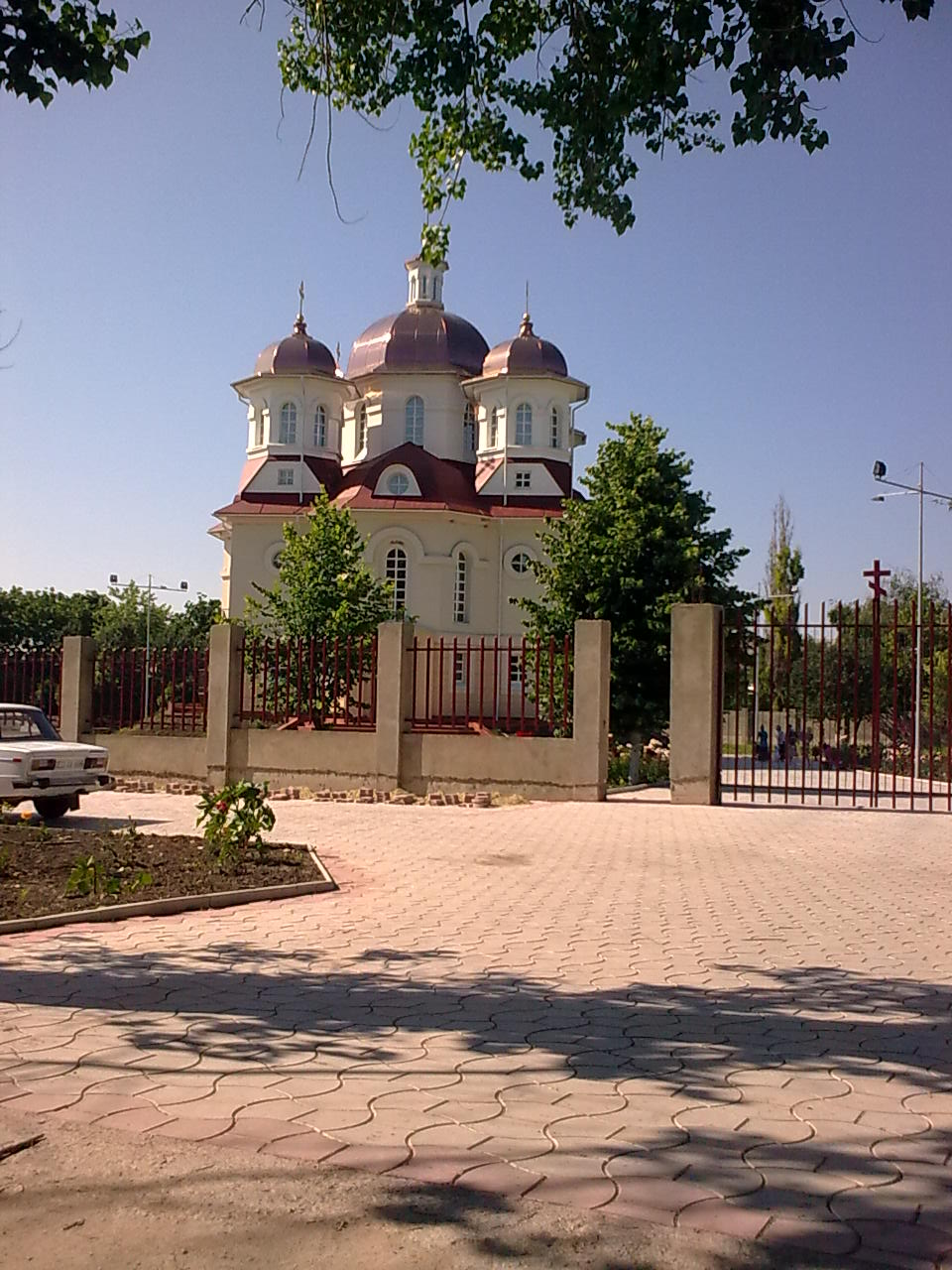

Il comune è formato dall'insieme delle seguenti località (Popolazione 2004):
- Cupcini (7.441 abitanti)
- Chetroșica Veche (817 abitanti)
- Chiurt (828 abitanti)